# Asunción Linares Rodríguez
Asunción Linares Rodríguez (Pulianas, Granada, 12 de febrer de 1921 - Granada, 21 d'abril de 2005) va ser una paleontòloga espanyola, que va destacar en la labor docent i de recerca. Va estudiar la llicenciatura en Ciències Naturals a la Universitat Complutense de Madrid, doctorant-se en 1952 sota la direcció de Bermudo Meléndez. Va obtenir la Càtedra de Paleontologia de la Universitat de Granada en 1961, sent la primera dona a obtenir una càtedra en una facultat de ciències a Espanya i la segona a obtenir-la després de la Guerra Civil.
Quant a la seua rellevància acadèmica, va destacar per la seua trajectòria en la direcció de nombrosos treballs doctorals, va introduir a la Universitat de Granada l'especialitat de Micropaleontologia i va ser vicerectora d'ordenació acadèmica de la Universitat de Granada entre els anys 1980 i 1981

## Premis i reconeixements
- Una plaça a Granada: «Plaça de la Catedràtica Asunción Linares».[5]
- Una escola infantil municipal de Granada porta el seu nom.[6]
- Sòcia d'Honor de la Societat Espanyola de Paleontologia.[3]

### Taxons dedicats
- Lemdadella linaresae Liñán i Sdzuy, 1978: un trilobits del Cambrià inferior.[7]
- Linaresia González-Donoso, 1968: un gènere de foraminífers del Cenozoic.[8]
- Linaresites Sandoval 2012: un gènere de ammonits de l'Aalenià i del Bajocià (Juràssic mitjà) del subbètic.[9]